# 井野次郎

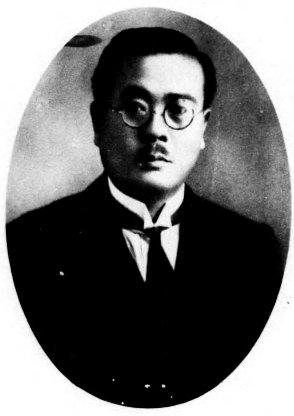
井野次郎

井野 次郎（いの じろう、1877年（明治10年）3月25日 - 1952年（昭和27年）10月25日）は、日本の内務官僚、政治家。官選県知事、長崎市長。

## 経歴
井野壽平の二男として群馬県東群馬郡徳丸村（現・前橋市）で生まれる。東京高等師範学校を経て、1913年、東京帝国大学法科大学法律学科（英法）を卒業。1912年11月、文官高等試験行政科試験に合格。内務省に入省し群馬県属となる。
以後、東京府郡長、熊本県理事官、神奈川県理事官、長崎県警察部長、広島県警察部長、佐賀県書記官・内務部長、和歌山県書記官・内務部長を歴任。さらに、宮城県書記官・内務部長、北海道庁部長・土木部長を務めた。
1930年8月、沖縄県知事に就任。「沖縄県振興計画」の策定に尽力するが、中国との戦争が本格的に開始される情勢などを受けて、実施は見送られた。1935年6月、宮城県知事に転じ、失業対策事業の実施、東北振興計画の推進などを行うが、1936年6月に同県知事を退任。その後、東京市助役、長崎市長を務めた。